# Bundesstraße 449
Die Bundesstraße 449 (Abkürzung: B 449) ist eine deutsche Bundesstraße und führt von Darmstadt zum Mühltaler Ortsteil Nieder-Ramstadt.
Sie beginnt in Darmstadt an der Kreuzung Landgraf-Georg-Straße (B 26) Teichhausstraße (B 449) und endet in Mühltal an der Einmündung der B 426.

## Verkehrsaufkommen
Die B 449 ist eine sehr stauanfällige Bundesstraße. Morgens stehen die Fahrzeuge vor Darmstadt und abends vor der Einmündung zur B 426 oft in ein bis zwei Kilometer langen Schlangen.

## Geschwindigkeitsbegrenzungen
In Darmstadt – wie innerorts üblich – gelten 50 km/h, auf der Strecke zwischen Darmstadt und Mühltal 70 km/h, zwischen den Mühltaler Ortsteilen ist die zulässige Geschwindigkeit auf 60 km/h begrenzt.

## Kreuzung von Wanderwegen
Im Abschnitt zwischen dem besiedelten Gebiet Bessungens und Trautheims führt die Bundesstraße 449 mitten durch den Wald und erschwert Tieren wie Wanderern, von der einen auf die andere Seite zu gelangen. Bei einer zulässigen Geschwindigkeit von 70 km/h muss man aufgrund fehlender Fußgängerampeln oder Fußgängerübergänge selbst bei mittlerem Verkehrsaufkommen oft minutenlang warten, bis eine sichere Überquerung möglich ist.
Dennoch verlangen gut ausgeschilderte Wanderwege die Überquerung, zum Beispiel der 7-Hügel-Steig. Drei seiner Hügel befinden sich nordöstlich der Bundesstraße, die anderen vier südwestlich.

## Galerie

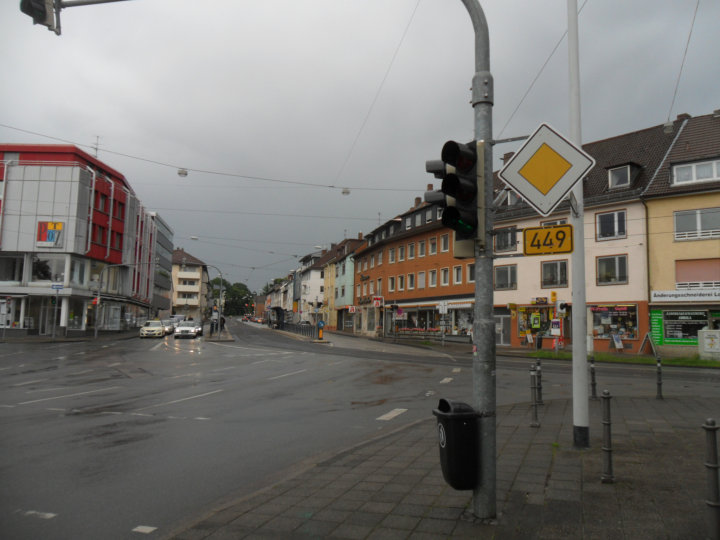
Bundesstraße 449 in Darmstadt